# 北投區公園列表
北投區公園列表收錄臺灣臺北市北投區的公園，包含臺北市政府工務局公園路燈工程管理處所規管之公園（又可分為生態公園和防災公園）、綠地及廣場等。列表內容主要根據公園路燈工程管理處「公園走透透」網站、2017年《續修臺北市志》編輯而成。

## 公園
以下為北投區公園列表：
（依筆畫順序排列）
| 公園中文名稱                   | 公園英文名稱                                                | 地點（里別/道路）                            | 面積             | 建造時間                                    | 設施及類型 |
| ------------------------------ | ----------------------------------------------------------- | -------------------------------------------- | ---------------- | ------------------------------------------- | --- |
| 七虎公園                       | Qihu Park                                                   | 長安里育仁路108號                            | 10,098 平方公尺  | 1994 年                                     | 體健設施： 游泳池 服務設施： 涼亭 |
| 七星公園                       | Qixing Park                                                 | 長安里光明路、中山路交叉口（新北投捷運站）   | 12,056 平方公尺  | 2008 年                                     | 服務設施： 公廁1座、生飲台2座 體健設施： 腹肌板、大轉輪、雙人肩關節康復器、三人轉腰器、雙人太空漫步器、雙人上肢牽引器 |
| 八仙公園（北投204號環保公園）  | No.204 Beitou Environmental Protection Park（Baxiang Park） | 八仙里承德路七段與公館路交叉口               | 2,842 平方公尺   | 1996 年                                     | 體健設施： 三人扭腰器、滑雪器、上肢牽引器、大轉輪、腿部按摩器、腰部按摩器、座推拉訓練器、腹肌板 遊樂設施： 搖搖樂、翹翹板1座 |
| 三層崎公園（北投社三層崎公園） | Ki-Pataw San-Tseng-Chi Park                                 | 稻香里秀山路45號旁                           |                  | 2019年                                      | 服務設施：涼亭、花海 |
| 大豐公園                       | Dafeng Park                                                 | 清江里公館路13號旁                           | 12,391 平方公尺  | 1994 年                                     | 體健設施： 運動設施、腹肌板、健騎機、大轉輪、三人扭腰器、太空漫步器、上肢牽引器 遊樂設施： 組合遊具1座、搖搖樂 服務設施： 溜冰場、網球場、籃球場、涼亭、生飲台1座、洗手台2座                                                                                                  |
| 中央公園                       | Zhongyang park                                              | 八仙里大興街與中央南路二段6巷口              | 4,463 平方公尺   | 2002 年                                     | 體健設施： 腹肌板、伸腰伸背器、太空漫步器、雙人上肢牽引器 遊樂設施： 組合遊具 |
| 中庸公園                       | Zhongyong Park                                              | 中庸里雙全街50號對面                         | 5,049 平方公尺   | 1987 年                                     | 體健設施： 三人壓腿器、伸腰伸背器、雙人漫步器 遊樂設施： 組合遊具、搖搖樂 服務設施： 涼亭、生飲台1座 |
| 丹鳳公園                       | Danfeng Park                                                | 奇岩里公館路255巷19弄旁                      | 8,185 平方公尺   | 1993 年                                     | 體健設施： 健騎機、太空漫步器、浪板器、滑雪器 遊樂設施： 組合遊具、搖搖樂 服務設施： 涼亭、公廁 |
| 公館公園                       | Gongguan Park                                               | 奇岩里奇岩新社區(公三)                       | 8,960 平方公尺   | 2013年                                      | 服務設施： 涼亭 |
| 天狗庵遺址公園                 | Tiangouan Historical site                                   | 溫泉里溫泉路73巷                             | 769 平方公尺     | 2013 年                                     | 服務設施： 涼亭 |
| 文化一號公園（文化公園）       | Wenhua No.1 Park                                            | 文化里中央北路二段文化國小對面               | 2,855 平方公尺   | 1985 年                                     | 體健設施： 上肢牽引器、太極推手、漫步器 遊樂設施： 水泥溜滑梯、蹺蹺板、搖搖馬、攀爬架 服務設施： 公共廁所 |
| 文化二號公園                   | Wenhua No.2 Park                                            | 文化里中央北路一段228巷                      | 1,164 平方公尺   | 1986 年                                     | 服務設施： 涼亭 |
| 文化三號公園                   | Wenhua No.3 Park                                            | 文化里中央北路二段68巷進入(42巷11弄旁)       | 563 平方公尺     | 2000 年                                     | 體健設施： 太空漫步器、雙人坐蹬 遊樂設施： 組合遊具、翹翹板 |
| 北投公園                       | Beitou Park                                                 | 67,344 平方公尺                              | 1974年           | 長安里,林泉里,溫泉里 中山路、光明路所圍範圍 | 體健設施： 運動設施、太空漫步器、腰背按摩器 服務設施： 溜冰場、籃球場、網球場、涼亭 公廁 北投露天溫泉浴池 文化設施： 北投石自然保留區、圖書館 |
| 石牌公園                       | Shipai Park                                                 | 尊賢里,吉利里 石牌路一段39巷內               | 23,582 平方公尺  | 1980 年                                     | 體健設施： 體健設施(含單槓)、上肢牽引器、健騎機、三人扭腰器、太空漫步器 遊樂設施： 組合遊具、搖搖樂 服務設施： 溜冰場、健康活動中心、涼亭、公廁 |
| 立農公園                       | Linong Park                                                 | 立農里承德路七段378號                        | 17,822 平方公尺  | 1989 年                                     | 體健設施： 運動設施、溜冰場、籃球場、羽球場、大轉輪、三人扭腰器、太空漫步器、上肢牽引器、腰背按摩器 遊樂設施： 沙坑,搖搖樂,旋轉台,賽車造型翹翹板 服務設施： 涼亭、公廁 古蹟設施： 八仙圳                                                                                      |
| 吉利公園                       | JIli Park                                                   | 立農里吉利街179號旁                          | 5,270 平方公尺   | 1990 年                                     | 體健設施： 兩聯健騎器、太空漫步器、扭腰器、上肢牽引器、高中低槓 |
| 同德公園                       | Tongde Park                                                 | 永欣里同德街27巷19號對面                     | 6,750 平方公尺   | 1992 年                                     | 體健設施： 單槓 遊樂設施： 組合遊具、搖搖馬 服務設施： 涼亭 |
| 地熱谷公園                     | Diregu Park                                                 | 林泉里中山路30-1號（中山路與溫泉路交會口）   | 12,950 平方公尺  | 1980 年                                     | 青磺泉泉源口 |
| 行義公園                       | Xingyi Park                                                 | 永和里,永欣里 石牌路二段343巷8號             | 36,313 平方公尺  | 1979 年                                     | 體健設施： 槌球場 服務設施： 涼亭 （北投第六公墓改建） |
| 奇岩一號公園                   | Qiyan No.1 Park                                             | 奇岩里磺港路208號(奇岩新社區公一)            | 18,729 平方公尺  | 2013 年                                     | 遊樂設施： 組合遊具、搖搖樂 服務設施： 涼亭、公廁1座 |
| 奇岩二號公園                   | Qiyan No.2 Park                                             | 奇岩里磺港路216號(奇岩新社區公二)            | 12,442 平方公尺  | 2013 年                                     | 服務設施： 涼亭、公廁 |
| 奇岩三號公園                   | Qiyan No.3 Park                                             | 奇岩里磺港路三合街口奇岩新社區(公四)         | 6,154 平方公尺   | 2013 年                                     | 體健設施： 腰背按摩器、雙人肩關節康復器、三人扭腰器 服務設施： 涼亭 |
| 東華公園                       | Donghua Park                                                | 東華里東華街二段300巷19號對面                | 75,820 平方公尺  | 1983年                                      | 服務設施： 涼亭、公廁 |
| 林泉公園                       | Linquan Park                                                | 林泉里溫泉路168號旁                          | 2,027 平方公尺   | 1998 年                                     | 邊坡型公園，種有水果 |
| 知行公園                       | Zhixing Park                                                | 關渡里知行路225巷                            | 2,759 平方公尺   | 1989 年                                     | 體健設施： 肩關節康復器、雙人坐推座拉訓練器、雙人滑雪器、上肢牽引器 遊樂設施： 組合遊具、翹翹板、搖搖樂2座 服務設施： 涼亭 |
| 長安公園                       | Changan Park                                                | 長安里育仁路109號對面                        | 14,042 平方公尺  | 1983 年                                     | 體健設施： 漫步器、滑雪器、雙人坐拉訓練器、上肢牽引器、扭腰器、腰背按摩器、健康步道、中低槓 遊樂設施： 水泥溜滑梯、搖搖馬、攀爬架 服務設施： 涼亭 |
| 忠義公園                       | Zhongyi Park                                                | 一德里中央北路四段32號旁                     | 2,515 平方公尺   | 1996 年                                     | 簡易遊具、涼亭 |
| 前山公園                       | Qianshan Park                                               | 湖山里建國街4號旁及紗帽路117號對面           | 38,328 平方公尺  | 1974 年                                     | 體健設施： 溜冰場、籃球場(半場)、游泳池 遊樂設施： 搖搖樂、組合遊具 服務設施： 公廁2座、涼亭4座、男女公共浴室 |
| 建民公園                       | Jianming Park                                               | 建民里文林北路16巷旁                         | 3,230 平方公尺   | 1986 年                                     | 體健設施： 雙人浪板、上肢牽引器、扭腰器、伸腰伸背器、溜冰場、羽球場 遊樂設施： 繩往攀爬遊具組、穿梭隧道、平衡木、橡膠彈跳樁、四人蹺蹺板、搖滾盤、鞦韆 |
| 泉源47號公園                   | Quanyuan Park No.47                                         | 泉源里泉源路80號對面山腳下                   | 11,473 平方公尺  | 1995 年                                     | 體健設施： 單槓、上肢牽引器、腰背按摩器 遊樂設施： 搖搖樂 服務設施： 涼亭 |
| 泉源48號公園                   | Quanyuan Park No.48                                         | 泉源里、開明里 珠海路120號附近               | 15,553 平方公尺  | 1994 年                                     | 體健設施： 籃球場、上肢牽引器、滑雪器 遊樂設施： 組合遊具 服務設施： 泡腳池 |
| 洲美蜆仔港公園                 | Zhoumei Xianzaigang Park                                    | 建民里承德路六段329號                        | 30,818 平方公尺  | 2016 年                                     | （北投區生態公園） |
| 洲美公園                       | Zhoumei Park                                                | 建民里福善路155號                            | 3,818 平方公尺   | 2020 年                                     | 體健設施：籃球場、大轉輪、三人扭腰器、太空漫步器、上肢牽引器、腰背按摩器 遊樂設施： 搖搖樂、組合遊具、樂翹翹板 服務設施： 涼亭、公廁、友善遛狗專區 |
| 致遠公園                       | Zhiyuan Park                                                | 榮光里致遠一路二段自強市場旁                 | 2,503 平方公尺   | 1990 年                                     | 體健設施： 高低單槓、太空漫步器、健康步道、三人扭腰器、上肢牽引器 遊樂設施： 水泥溜滑梯 服務設施： 涼亭 |
| 重三公園                       | Chongsan Park                                               | 稻香里新興路與重三路交叉口(重三新村八期重劃) | 4,401 平方公尺   | 2012 年                                     | 服務設施： 生飲台1座 |
| 振華公園                       | Zhenhua park                                                | 振華里振華街24號對面                         | 9,073 平方公尺   | 1985 年                                     | 體健設施： 仰臥舉腿、上下階運動、支撐前進、高中低單槓、太極推手、上肢牽引器、中低槓 遊樂設施： 水泥溜滑梯、蹺蹺板、搖搖馬 服務設施： 涼亭、小舞台 |
| 振興公園                       | Zhenxing Park                                               | 榮華里天母西路與磺溪交叉口                   | 10,950 平方公尺  | 1999 年                                     | 體健設施： 運動設施、上肢牽引器、太空漫步器 遊樂設施： 組合遊具搖搖樂翹翹板 |
| 桂花公園                       | Guihua Park                                                 | 林泉里中山路5-7號                            | 1,396 平方公尺   | 2008 年                                     | 北投公民會館旁 |
| 桃源公園                       | Taoyuan Park                                                | 桃源里中央北路三段148巷                      | 16,114 平方公尺  | 1993 年                                     | 遊樂設施： 組合遊具、搖搖樂、翹翹板 服務設施： 涼亭 |
| 健行公園                       | Hiking Park                                                 | 東華里致遠三路147巷四（二）弄內              | 2,367 平方公尺   | 1992 年                                     | 體健設施： 太空漫步器、扭腰器 遊樂設施： 組合遊具 |
| 崇仰公園                       | Chongyang Park                                              | 奇岩里崇仰一路、公館路225巷                  | 21,686 平方公尺  | 1989 年                                     | 體健設施： 運動設施、腹肌板、大轉輪、三人扭腰器、太空漫步器 遊樂設施： 組合遊具、搖搖樂、翹翹板 服務設施： 涼亭、崇仰區民活動中心、生飲台1座 (北投區生態公園) |
| 清江一公園                     | Qingjiang No.1 Park                                         | 清江里崇仁路一段154號                        | 3,292 平方公尺   | 1988 年                                     | 體健設施： 太空漫步器、健康步道、雙人坐拉訓練器、上肢牽引器、三人扭腰器、攀爬架 遊樂設施： 組合遊具、搖搖樂3座、攀爬架 |
| 清江二公園                     | Qingjiang No.2 Park                                         | 清江里崇仁路1段154號旁                       | 1,161 平方公尺   | 1988 年                                     | 園內步道 |
| 軟橋公園                       | Ruanqiao Park                                               | 達民里文林北路53巷51號                       | 4,510 平方公尺   | 2014年                                      | 北投士林科技園區公二改建 |
| 復興公園                       | Fuxing Park                                                 | 中心中和街200號                              | 26,356 平方公尺  | 1989;1978 年                                | 體健設施： 腹肌板、伸腰伸背器、大轉輪、三人扭腰器、腰背按摩器、滑雪器、座推拉訓練器、太空漫步器、腿部按摩器、上肢牽引器、滑船器 遊樂設施： 組合遊具、鞦韆、攀爬架、沙坑 服務設施： 溜冰場、網球場、籃球場、羽球場、 涼亭 、 公廁（二座） 、 泡腳池、生飲台 （北投區防災公園） |
| 開明公園                       | Kaiming Park                                                | 中心里、開明里 珠海路與泉源路口              | 5,574 平方公尺   | 1993 年                                     | 服務設施： 涼亭 |
| 陽明公園                       | Yangming Park                                               | 湖山里湖山路二段                             | 397,288 平方公尺 | 1950 年                                     | 服務設施： 辛亥光復樓附設哺乳室、服務中心、公廁9座、涼亭12座、陽明山花鐘 |
| 新興公園                       | Shinshing Park                                              | 稻香里新興路145號旁                          | 2,931 平方公尺   | 2002 年                                     | 體健設施： 腰背按摩器、大轉輪、伸腰伸背器 遊樂設施： 組合遊具、搖搖樂、翹翹板 服務設施： 涼亭、生飲台1座 |
| 聖景一公園                     | Shengjng No.1 Park                                          | 關渡里聖景路100號內                          | 247 平方公尺     | 1993 年                                     | 服務設施： 涼亭 |
| 聖景二公園                     | Shengjng No.2 Park                                          | 關渡里聖景路101號旁                          | 184 平方公尺     | 1993 年                                     | 長型步道公園 |
| 聖景三公園                     | Shengjng No.3 Park                                          | 關渡里聖景路102號                            | 329 平方公尺     | 1993 年                                     | 服務設施：公園 |
| 榮光公園                       | Rongguang Park                                              | 榮光里石牌路1段石牌國中對面                  | 3,293 平方公尺   | 1986 年                                     | 體健設施： 攀爬架2座 遊樂設施： 水泥溜滑梯 服務設施： 涼亭、洗手台 |
| 榮富公園                       | Rongfu Park                                                 | 榮華里榮華三路及磺溪旁(過天母橋)             | 9,135 平方公尺   | 1999 年                                     | 遊樂設施： 組合遊具、鞦韆、蹺蹺板 服務設施： 涼亭 |
| 榮華公園                       | Ronghua Park                                                | 榮華里明德路150巷3弄                         | 15,199 平方公尺  | 1986 年                                     | 體健設施： 、羽球場2座、網球場2座、籃球場 遊樂設施： 組合遊具、搖搖樂 服務設施： 涼亭3座、公廁1座 |
| 稻中公園                       | Daozhong Park                                               | 稻香里中央北路二段334號旁(政校後勤區)        | 1,592 平方公尺   | 2012 年                                     | 服務設施：健康步道、座椅 |
| 稻香公園                       | Daoxiang Park                                               | 稻香里新興路72號對面                         | 839 平方公尺     | 1990 年                                     | 遊樂設施： 蹺蹺板、搖搖椅 服務設施： 涼亭 |
| 學園公園                       | Xueyuan Park                                                | 一德里學園路、藝術大學門口旁                 | 14,198 平方公尺  | 1999 年                                     | 服務設施：涼亭、觀景平台、遊園踏石步道 |
| 磺港公園                       | Huanggang Park                                              | 清江里,奇岩里磺港路大興街交口                | 8,657 平方公尺   | 1993 年                                     | 體健設施： 籃球場、羽球場、大轉輪、三人扭腰器、上肢牽引器 遊樂設施： 沙坑、酷跑樂園、魔力飛盤、鞦韆、組合遊具 服務設施： 涼亭、公廁一座 |
| 豐年公園                       | Fengnian Park                                               | 豐年里中央北路大業路口                       | 1,565 平方公尺   | 1986 年                                     | 體健設施： 雙人太空漫步機、雙人大轉輪 遊樂設施： 翹翹板、滑梯1座 服務設施： 涼亭、洗手台、生飲台 |
| 關渡公園                       | Guandu Park                                                 | 關渡里知行路210巷底                          | 23,351 平方公尺  | 1994 年                                     | 體健設施： 太空漫步器、座推拉訓練器、滑雪器、三人扭腰器、腰背按摩器、大轉輪 服務設施： 涼亭 |
| 關渡自然公園                   | Guandu Nature Park                                          | 關渡路55號                                   | 55,000 平方公尺  | 1986年                                      | 境內之自然公園 |
| 觀海公園                       | Guanhai Park                                                | 關渡里中央北路4段601巷附近                   | 8,824 平方公尺   | 1999 年                                     | 遊樂設施： 組合遊具 服務設施： 網球場 |
| 嗄嘮別公園                     | Shalaobie Park                                              | 桃源里中央北路三段、桃源國小東北側           | 21,888 平方公尺  | 2010 年                                     | 體健設施： 單槓 服務設施： 涼亭、公廁 |
| 櫻花崗公園                     | Yinghuagang Park                                            | 永欣里石牌路二段與天母北路交叉口             | 4,734平方公尺    | 1998 年                                     | 遊樂設施：簡易遊具 服務設施：座椅 |

## 綠地
以下為北投區綠地列表：
（依綠地編排順序和中文排列）
| 綠地中文名稱                    | 綠地英文名稱                               | 地點（里別/道路）                                                                   | 面積            | 開拓時間       | 特點及類型                                                          |
| ------------------------------- | ------------------------------------------ | ----------------------------------------------------------------------------------- | --------------- | -------------- | ------------------------------------------------------------------- |
| 大業綠地（北投163號綠地）       | Dayeh Greens                               | 中央里、大同里、八仙里、豐年里 大業路西側大度路口起延伸至大業路517巷旁田埂路        | 13,517 平方公尺 | 1999 年        | 長條形帶狀綠地                                                      |
| 中和綠地（北投112號綠地）       | Zhonghe Greens                             | 中和里中和街363號附近                                                               | 315 平方公尺    | 2000 年        | 服務設施： 公園椅                                                   |
| 天溪綠地                        | Tianxi Greens                              | 永和里行義路58巷33號附近                                                            | 51,407 平方公尺 | 1997-1998 年   | 體健設施： 運動設施、網球場 服務設施： 涼亭                         |
| 文化綠地（北投214號綠地）       | Cultural Greens                            | 文化里大業路、永興路一段交叉口                                                      | 1,257 平方公尺  | 1984 年        | 服務設施：公園椅                                                    |
| 北投39號綠地                    | Beitou Greens No.39                        | 關渡里聖景路140~150號前                                                             | 729 平方公尺    | 1992年（捐贈） | 由市民謝先生捐贈(社區認養) 服務設施： 雕像，公園椅                  |
| 北投62號綠地                    | Beitou Greens No.62                        | 清江里、奇岩里 磺港路上(清江路177巷口至清江路113巷口)                               | 3,116 平方公尺  | 1983 年        | 磺港溪溪畔步道系統                                                  |
| 北投63號綠地                    | Beitou Greens No.63                        | 清江里、奇岩里 磺港路上(三合橋旁至清江路177巷口)                                    | 3,198 平方公尺  | 1983 年        | 磺港溪溪畔步道系統                                                  |
| 北投64號綠地                    | Beitou Greens No.64                        | 清江里、奇岩里 磺港路上(崇仁路一段131巷口至三合橋旁)                                | 4,758 平方公尺  | 1983 年        | 磺港溪溪畔步道系統                                                  |
| 北投65號綠地                    | Beitou Greens No.65                        | 清江里、奇岩里 磺港路上(崇仁路一段155巷口至131巷口)                                 |                 | 1983 年        | 磺港溪溪畔步道系統                                                  |
| 北投66號綠地                    | Beitou Greens No.66                        | 清江里、奇岩里                                                                      | 2,659 平方公尺  | 1986 年        | 磺港溪溪畔步道系統                                                  |
| 北投69號綠地                    | Beitou Greens No.69                        | 奇岩里崇仰一路11號旁                                                                | 383 平方公尺    | 1993 年        | 服務設施： 公園椅                                                   |
| 北投88號綠地                    | Beitou Greens No.88                        | 永明里立農街二段202巷9弄及義理街63巷旁                                              | 386 平方公尺    | 2005 年        | 體健設施： 上肢牽引器，太空漫步機，扭腰器 遊樂設施： 溜滑梯，搖搖樂 |
| 北投90號綠地（石牌路綠色隧道）  | Beitou Greens No.90                        | 振華里石牌路二段臺北護理大學圍牆外(榮總對面)                                        | 1,302 平方公尺  | 1978 年        | 服務設施： 公園椅                                                   |
| 北投91號綠地                    | Beitou Greens No.91                        | 榮華里石牌路二段上振興街口與天母西路口間(榮總急診入口處對面)                        | 256 平方公尺    | 1992 年        | 帶狀綠地                                                            |
| 北投92號綠地                    | Beitou Greens No.92                        | 永欣里 石牌路二段與天母西路、天母西路130巷間                                        | 255 平方公尺    | 1993 年        | 槽化島型式三角形綠地，上有永欣里招牌                                |
| 北投98號綠地                    | Beitou Greens No.98                        | 永明里、振華里 石牌路二段上(東華街二段起至裕民三路口)                               | 911 平方公尺    | 1981 年        | 槽化島型綠地，不適合進入                                            |
| 北投106號綠地                   | Beitou Greens No.106                       | 裕民里建明路165之1及明德路旁(石牌綠地系統)                                          | 3,502 平方公尺  | 1982 年        | 長條形帶狀綠地                                                      |
| 北投120號綠地                   | Beitou Greens No.120                       | 立農里,八仙里承德路七段400號前(公館路至磺港溪間)                                    | 1,752 平方公尺  | 1982 年        | 長條形帶狀綠地                                                      |
| 北投121號綠地                   | Beitou Greens No.121                       | 立賢里承德路七段214號前東側                                                         | 2,774 平方公尺  | 1982 年        | 長條形帶狀綠地                                                      |
| 北投122號綠地                   | Beitou Greens No.122                       | 吉慶里承德路七段168號旁前東側                                                       | 1,677 平方公尺  | 1982 年        | 長條形帶狀綠地                                                      |
| 北投123號綠地                   | Beitou Greens No.123                       | 立農里、八仙里 承德路七段前西側(尊賢街267巷口對面起迄立農公園對面)                  | 4,890 平方公尺  | 1982 年        | 長條形帶狀綠地                                                      |
| 北投124號綠地                   | Beitou Greens No.124                       | 建民里、吉慶里、福興里、立賢里 承德路六段到承德路七段(福國路口起迄立賢路口間)前西側 | 23,261 平方公尺 | 1982 年        | 長條形帶狀綠地                                                      |
| 北投135號綠地                   | Beitou Greens No.135                       | 福興里承德路七段上(32巷至石牌路一段間)                                              | 1,306 平方公尺  | 1982 年        | 長條形帶狀綠地                                                      |
| 北投138號綠地                   | Beitou Greens No.138                       | 立賢里立賢路南側                                                                    | 9,155 平方公尺  | 1982 年        | 長條形帶狀綠地                                                      |
| 北投160號綠地                   | Beitou Greens No.160                       | 豐年里大業路531號前                                                                 | 441 平方公尺    | 1992 年        | 長條形帶狀綠地                                                      |
| 北投164號綠地                   | Beitou Greens No.164                       | 大同里大業路東側，十信工高旁                                                        | 2,565 平方公尺  | 1989 年        | 長條形帶狀綠地                                                      |
| 北投165號綠地                   | Beitou Greens No.165                       | 大業路452巷                                                                         | 1,362 平方公尺  | 1980 年        | 槽化島                                                              |
| 北投166號綠地                   | Beitou Greens No.166                       | 大同里大業路東側                                                                    | 1,283 平方公尺  | 1987 年        | 長條形帶狀綠地                                                      |
| 北投167號綠地                   | Beitou Greens No.167                       | 中央里大業路400號東側                                                               | 2,208 平方公尺  | 1987 年        | 長條形帶狀綠地                                                      |
| 北投168號綠地                   | Beitou Greens No.168                       | 八仙里大業路50號東側                                                                | 4,510 平方公尺  | 1987 年        | 長條形帶狀綠地                                                      |
| 北投169號綠地                   | Beitou Greens No.169                       | 八仙里大度路一段，承德路口南側                                                      | 2,809 平方公尺  | 1982 年        | 大度路帶狀綠地                                                      |
| 北投181號綠地（一德綠地）       | Beitou Greens No.181 (Yide Greens)         | 一德里大度路三段，中央北路四段(萬善宮旁)                                            | 414 平方公尺    | 1999 年        | 水泥舖面，無綠色植栽                                                |
| 北投182號綠地                   | Beitou Greens No.182                       | 一德里大度路三段274號北側                                                           | 5,857 平方公尺  | 1982 年        | 大度路帶狀綠地                                                      |
| 北投183號綠地                   | Beitou Greens No.183                       | 一德里大度路三段北側                                                                | 1,851 平方公尺  | 1982 年        | 大度路帶狀綠地                                                      |
| 北投185號綠地                   | Beitou Greens No.185                       | 關渡里大度路三段南側(關渡派出所後)                                                  | 2600 平方公尺   | 1982 年        | 大度路帶狀綠地                                                      |
| 北投186號綠地                   | Beitou Greens No.186                       | 關渡里大度路三段南側，知行路314號旁                                                 | 482 平方公尺    | 1982 年        | 大度路階梯綠地                                                      |
| 北投187號綠地                   | Beitou Greens No.187                       | 關渡里大度路三段南側                                                                | 2,077 平方公尺  | 1982 年        | 大度路帶狀綠地                                                      |
| 北投188號綠地                   | Beitou Greens No.188                       | 關渡里大度路三段南側                                                                | 3,632 平方公尺  | 1982 年        | 大度路帶狀綠地                                                      |
| 北投191號綠地                   | Beitou Greens No.191                       | 八仙里、一德里 大度路二段北側                                                       | 12,448 平方公尺 | 1982 年        | 大度路帶狀綠地                                                      |
| 北投192號綠地                   | Beitou Greens No.192                       | 八仙里大度路二段南側                                                                | 13,087 平方公尺 | 1982 年        | 大度路帶狀綠地                                                      |
| 北投203號綠地                   | Beitou Greens No.203                       | 八仙里公館路423巷11-17號前                                                          | 808 平方公尺    | 1995年         | 服務設施：座椅                                                      |
| 北投257號綠地（承德3號綠地）    | Beitou Greens No.257 (Chengde Greens No.3) | 建民里承德路六段上，北投士林科技園區(綠3，區段徵收)                                 | 1,311 平方公尺  | 2014 年        | 服務設施： 公園椅                                                   |
| 北投258號綠地（承德4號綠地）    | Beitou Greens No.258 (Chengde Greens No.4) | 建民里承德路六段與福國路交叉口，北投士林科技園區(綠4，區段徵收)                     | 1,780 平方公尺  | 2014 年        | 服務設施： 公園椅                                                   |
| 永和綠地（北投173號綠地）       | Yeong Her Greening Area                    | 永和里行義路98號附近                                                                | 435 平方公尺    | 2001 年        | 行義路U型彎上                                                       |
| 永欣綠地                        | Yongxin Greens                             | 永欣里石牌路二段371巷3號                                                            | 4,676 平方公尺  | 1998 年        | 體健設施： 大轉輪、太空漫步器、上肢牽引器                           |
| 田心仔綠地（北投161號綠地）     | Beitou Greens No. 161                      | 豐年里 中央北路二段257巷東側，大業路525巷6弄旁                                      | 6,150 平方公尺  | 2002 年        | 服務設施： 自行車道，座椅                                           |
| 安明綠地（北投59號綠地）        | Anming Greens                              | 長安里光明路157巷2弄1號(七虎公園旁)                                                 | 3,776 平方公尺  | 1999 年        | 服務設施： 公園椅                                                   |
| 奇岩四號綠地（北投250號綠地）   | Qiyan No.4 Green Space                     | 奇岩里三合路一段（清江國小旁）                                                      | 9,973 平方公尺  | 2014 年        | 服務設施： 涼亭，公園椅                                             |
| 承仙綠地                        | Chengxian Greens                           | 八仙里承德路七段、公館路交會東北側                                                  | 288 平方公尺    | 1997 年        | 無                                                                  |
| 明德綠地                        | Mingde Greens                              | 榮華里東華街一段10號附近                                                            | 665 平方公尺    | 1995年         | 服務設施：座椅 遊樂設施：簡易遊具                                   |
| 林投坑(一)綠地（北投189號綠地） | Lin Tou Keng ( NO.1 ) Green Area           | 桃源里、豐年里、一德里 中央北路二段257號後(貴子坑溪至北投捷運機場北側)              | 1,760 平方公尺  | 2002 年        | 服務設施： 自行車道，公園椅                                         |
| 林投坑(二)綠地（北投190號綠地） | Lin Tou Keng ( NO.2 ) Green Area           | 桃源里、豐年里、一德里 中央北路二段257號後(貴子坑溪至北投捷運機場南側)              | 1,775 平方公尺  | 2002 年        | 服務設施： 公園椅                                                   |
| 湖山綠地                        | Hushan Greens                              | 湖山里湖山路一段                                                                    | 7,833 平方公尺  | 1977 年        | 服務設施： 涼亭二座                                                 |
| 番仔厝綠地（北投162號綠地）     | Fan Tsai-Tsuo Green Area                   | 大同里、豐年里 大業路525巷及517巷之間                                               | 2,680 平方公尺  | 2002 年        | 服務設施： 涼亭，座椅                                               |
| 磅空頂綠地                      | Bang Kong Ding Greens                      | 關渡里大度路三段301巷28弄底，馬偕護校東側                                           | 9,384 平方公尺  | 2014 年        | 體健設施： 仰臥舉腿、撐體向上                                       |
| 溫泉綠地                        | Wenquan Greens                             | 林泉里溫泉路137號旁                                                                 | 3,220 平方公尺  | 1999 年        | 帶狀型綠地                                                          |

## 廣場
| 廣場中文名稱 | 廣場英文名稱      | 地點（里別/道路）                          | 面積            | 開創時間 | 設施及類型 |
| ------------ | ----------------- | ------------------------------------------ | --------------- | -------- | --- |
| 北投3號廣場  | Beitou Plaza No.3 | 大同里北投路二段，捷運北投站前廣場         | 11,040 平方公尺 | 1993 年  | 體健設施： 單槓、肩關節康復器、腰背按摩器、雙人漫步器 遊樂設施： 組合遊具、搖搖樂、三人轉盤、音樂廣場打擊樂器 服務設施： 公園椅 |
| 北投6號廣場  | Beitou Plaza No.6 | 中心里大業路、光明路口，捷運新北投站前廣場 | 633 平方公尺    | 1994 年  | 服務設施：石椅 |